# Die Spielhölle von Las Vegas
Die Spielhölle von Las Vegas (Originaltitel: The Las Vegas Story) ist ein US-amerikanischer Kriminalfilm aus dem Jahr 1952 von Robert Stevenson mit Jane Russell und Victor Mature in den Hauptrollen. Der Film noir wurde von RKO Radio Pictures produziert und basiert auf einer Originalstory von Jay Dratler.

## Handlung
Im Zug nach Los Angeles schlägt der kultivierte Lloyd Rollins seiner Frau Linda vor, ein paar Tage in ihrer Heimatstadt Las Vegas zu verbringen. Obwohl sie nicht bereit ist, ihre Vergangenheit noch einmal Revue passieren zu lassen, willigt Linda ein, und das Paar geht in der Wüstenstadt von Bord. Lloyd beginnt sofort, im Casino des Hotels zu spielen. Er fordert ein Kreditlimit von 100.000 Dollar und besteht darauf, dass Linda eine teure Diamantkette zeigt, die er ihr geschenkt hat. Linda, die ein an Lloyd gerichtetes Telegramm gelesen hat, in dem Monty, sein Bostoner Geschäftspartner, verrät, dass die Treuhänder ihres Unternehmens Geld verlangen, warnt Lloyd vor dem Glücksspiel, aber er weist ihre Bedenken zurück.
Weder Linda noch Lloyd haben bemerkt, dass sie vom Zug aus von einem Mann namens Thomas Hubler verfolgt wurden. Währenddessen erfährt Lindas verbitterter Ex-Liebhaber Dave Andrews, ein Lieutenant der Polizei, dass Linda mit ihrem wohlhabenden Ehemann in der Stadt ist. Später am Abend ermutigt Lloyd die abgelenkte Linda, sich mit ihrer Vergangenheit auseinanderzusetzen. Sie geht in die Bar „Last Chance“, in der sie früher gesungen hat. Dort erinnert sie sich an ihre Kriegsromanze mit Dave und trifft sich wieder mit dem Pianisten Happy und Mike Fogarty, dem ehemaligen Besitzer der Bar. Während sie und Happy gemeinsam ein altes Lied singen, kommt Dave herein und erinnert Linda wütend daran, dass sie sich in der Nacht, in der er auf sein Schiff musste, nicht von ihm verabschiedet hat. Obwohl Linda darauf besteht, dass dies auf ein einfaches Missverständnis zurückzuführen war, weigert sich Dave, ihr zu vergeben, obwohl er sich weiterhin zu ihr hingezogen fühlt.
Am nächsten Tag geht Hubler im Hotelschwimmbad auf Linda zu und bekundet Interesse an ihrer Halskette. Linda erzählt Lloyd, dass sie weiß, dass sein Kreditantrag auf 10.000 US-Dollar begrenzt war, und bittet ihn um eine Chance, ihm bei seinen finanziellen Problemen zu helfen. Lloyd schüttelt erneut ihre Besorgnis ab und versucht, verblüfft zu wirken, als man ihm telefonisch mitteilt, dass Monty Selbstmord begangen hat. Der Casinobetreiber Drucker teilt Lloyd mit, dass er ihm keinen zusätzlichen Kredit basierend auf dem Wert von Lindas Halskette gewähren kann, und bittet ihn, auszuchecken. Später, nach einer unangenehmen Begegnung mit Dave, beschließt Lloyd, mit Linda die Bar „Last Chance“ zu besuchen, bevor er Las Vegas verlässt. Als er das Hotel verlässt, wird er von Hubler angesprochen, der sich als Versicherungsermittler ausgibt und wissen will, wo Lindas Halskette ist. Lloyd gibt an, dass sich die Halskette im Hotelsafe befindet, doch in der Bar findet Hubler Linda und verrät, dass die Halskette fehlt. Wütend befragt Linda den Barbesitzer Clayton, der zugibt, dass er Lloyd 10.000 Dollar als Gegenleistung für die Halskette gegeben hat.
Angewidert verlässt Linda mit Dave das Hotel. Die beiden verbringen einen romantischen Abend zusammen in Daves Haus. Währenddessen bittet Lloyd Clayton um mehr Kredit, was dieser ablehnt. Bei Dave gibt Linda bekannt, dass sie zu Lloyd zurückkehren muss, und Dave ruft ihr wütend ein Taxi. Später erfährt Dave, dass Clayton in der Bar ermordet und Lindas Halskette gestohlen wurde. Da Hubler angibt, er habe gesehen, wie Lloyd das „Last Chance“ verließ, als Clayton getötet wurde, wird Lloyd verhaftet. Auf Claytons Nachfrage lehnt Linda es ab, Lloyd ein Alibi zu geben, bietet ihm jedoch an, ihn zu helfen, nachdem er angeklagt wurde. Hubler informiert Linda, dass er beobachtet hat, wie sie die Bar verließ, kurz nachdem er Lloyd gehen sah. In der Bar testet Hubler vor Happy die verwirrte Linda, um festzustellen, ob sie Claytons Leiche in der Nähe des Klaviers gesehen hat, und zeigt ihr dann einen Blutfleck, den die Polizei übersehen hat. Nachdem Dave herausfindet, dass Linda am Abend zuvor auch in der Bar war, spricht er mit Happy, der Hublers Behauptungen wiederholt, dass Clayton in der Nähe des Klaviers gestorben sei. Da Dave weiß, dass Clayton hinter der Bar gefunden wurde, wird ihm plötzlich klar, dass Hubler Clayton wegen der Halskette getötet hat.
Dave ruft Linda an, um sie vor Hubler zu warnen, doch der steht bewaffnet bereits vor ihrer Tür. Hubler macht sich mit Linda in einem Mietwagen auf den Weg und ermordet, nachdem die Polizei eine Reihe von Straßensperren errichtet hat, einen Touristen, der am Lake Mead angelt, und stiehlt sein Auto. In einem Hubschrauber entdeckt Dave das gestohlene Fahrzeug, das über eine Wüstenstraße rast, und zwingt Hubler, auf einen verlassenen Flughafen zu fahren. Dort kommt es zu einem Kampf, bei dem Dave Hubler auf einem Turm in die Enge treibt und ihn erschießt. Später erfährt Dave, dass der gerade freigelassene Lloyd wegen Unterschlagung an Boston ausgeliefert wird. Linda hat die Scheidung eingereicht und bleibt in Las Vegas.

## Hintergrund
Gedreht wurde der Film vom 19. April bis Ende Juni 1951 im Flamingo Las Vegas, am McCarran International Airport, in der Mojave-Wüste sowie in den RKO-Studios in Hollywood.
Im Dezember 1948 kaufte Warner Bros. Dratlers ursprüngliche Filmgeschichte und beauftragte ihn mit der Produktion des Films. Burt Lancaster wurde im April 1949 zum Star des Films bestimmt. RKO erwarb im Januar 1950 die Rechte an Dratlers Geschichte und verpflichtete Dratler als Produzent, Autor und Regisseur. Robert Mitchum und Robert Ryan wurden jeweils im Januar 1950 in verschiedenen Nachrichten als wahrscheinliche Hauptdarsteller des Films angekündigt. Im November 1950 übernahm Samuel Bischoff die Produktion und Victor Mature wurde für die männliche Hauptrolle gecastet. RKO lieh sich Mature von 20th Century Fox aus, deren Vertrag mit dem Schauspieler vorsah, dass er in einem RKO-Film pro Jahr auftrat. Um nicht in einem bestimmten RKO-Bild auftauchen zu müssen, täuschte Mature Berichten zufolge eine Verletzung vor und wurde für mehrere Wochen gesperrt, bevor er für diesen gecastet wurde. Mitte Dezember 1950 wurde Robert Stevenson als Regisseur eingestellt.
Colleen Miller, eine Sängerin aus Las Vegas, die Berichten zufolge während der Produktion entdeckt wurde und einen RKO-Vertrag erhielt, gab in dem Film ihr Filmdebüt. Obwohl im Juli 1951 angekündigt wurde, dass der Songwriter und Schauspieler Hoagy Carmichael auch die Filmmusik komponieren würde, wurde in den Filmcredits nur Leigh Harline als Komponist genannt.
Obwohl in den Credits nicht erwähnt, schrieb Paul Jarrico gemeinsam mit Earl Felton und Harry Essex das Drehbuch des Films. Laut einer Nachrichtenmeldung vom 19. März 1952 ordnete RKO-Chef Howard Hughes an, Jarricos Nennung für diesen Film zu streichen, weil er 1947 auf die schwarze Liste gesetzt worden war, nachdem er sich geweigert hatte, mit dem Komitee für unamerikanische Aktivitäten zusammenzuarbeiten. Im März 1952 wurde darauf hingewiesen, dass RKO der Screen Writers Guild (SWG) im Juli 1951 mitteilte, dass sie beabsichtige, Jarrico aus dem Abspann zu streichen, mit der Begründung, sie habe seine gesamte Arbeit am Drehbuch verworfen und neue Autoren mit der Neuformulierung beauftragt. Im September 1951 entschied die SWG jedoch, nachdem sie das Drehbuch anhand ihrer Standardkriterien analysiert hatte, dass Jarrico eine Anerkennung als Co-Drehbuchautor verdiene. Am 18. März 1952 reichte RKO als Reaktion auf Jarricos öffentliche Anschuldigung, Hughes habe gegen seinen Vertrag verstoßen, indem er ihm seine Autorenrechte entzogen habe, eine Klage ein, um „von Jarricos Forderung nach Filmcredit oder einer Abfindung in Höhe von 5.000 US-Dollar befreit zu werden“. Die Angelegenheit wurde auch von einer sechsköpfigen Schlichtungskommission geprüft, die von der SWG im Rahmen ihrer Vereinbarung mit den großen Studios gebildet wurde. Der Richter am Obersten Gerichtshof, Orland H. Rhodes, entschied schließlich, dass RKO berechtigt sei, Jarricos Filmcredit zu verweigern. Im Oktober 1954 wurde Rhodes Entscheidung vom Bezirksberufungsgericht bestätigt.
Im Juli 1998 veranlasste die Writers Guild of America Jarricos Nennung im Abspann. Jarrico, selber Leiter des Credit-Komitees, das an der Wiedervergabe von Filmcredits an auf der Schwarzen Liste befindlichen Autoren arbeitet, starb acht Monate vor seiner Wiedereinsetzung bei einem Autounfall.
Albert S. D’Agostino und Feild M. Gray oblag die künstlerische Leitung. Darrell Silvera und John Sturtevant waren für das Szenenbild zuständig, Howard Greer für die Kostüme. Verantwortliche Toningenieure waren Clem Portman und Earl A. Walcott. Musikalischer Direktor war Constantin Bakaleinikoff.

## Musik
Von Hoagy Carmichael stammten die Songs I Get Along Without You Very Well (Except Sometimes), gesungen von Jane Russell, The Monkey Song, gesungen von Carmichael, und My Resistance Is Low, Text von Harold Adamson, gesungen von Carmichael und Russell.

## Veröffentlichung
Die Premiere des Films fand am 30. Januar 1952 in New York statt. In der Bundesrepublik Deutschland kam er am 28. November 1952 in die Kinos, in Österreich im November 1952.

## Kritiken
Der Filmkritiken-Aggregator Rotten Tomatoes hat in einer Auswertung ein Publikumsergebnis von 44 Prozent positiver Bewertungen ermittelt.
Das Lexikon des internationalen Films schrieb: „Überkonstruierter, artifizieller Kriminalfilm.“
Bosley Crowther von der The New York Times befand, der Film, der im Wesentlichen ein Melodram sei, beinhalte solch planlose Zutaten wie Hoagy Carmichael, der ein Klavier zertrümmert und Lieder singt, einen Mord, eine Verfolgungsjagd eines Kombis mit einem Hubschrauber durch die Wüste und ganz besonders Jane Russells göttliche Gestalt. Egal, was ihm Film passiert, Regisseur Stevenson komme immer wieder auf Miss Russells üppige Gestalt zurück. In der Tat sei die Fokussierung mit diesem besonderen Merkmal des Films so intensiv, dass es zunächst verblüffe, dann komisch und schließlich einfach nur eintönig und langweilig wirke. Fakt sei nämlich, dass Miss Russell in den kitschigen Kostümen leicht grotesk anzusehen sei. Im Übrigen trage sie zum Drama nichts weiter als einen gereizten Schmollmund und ein zimperliches Jammern bei. Aber andererseits haben die Drehbuchautoren Earl Felton und Harry Essex in ihrer lockeren, boulevardartigen Fiktion nicht mehr verlangt, als die Dame gibt. Und der Rest der Besetzung bringe sie nicht dadurch in Verlegenheit, dass man sie an die Wand spielt. Das Beste, was man über diesen Film sagen könne, sei, dass er, indem er Seitenblicke auf die Fallgruben von Las Vegas wirft, seine eigene unbestimmte Moral deutlich mache: Spieler gehen auf eigenes Risiko vor, die Chancen stehen zugunsten des Hauses.
François Truffaut schrieb in seiner Kritik, dass man in Paris über diese Helikopter-Verfolgungsjagd gesprochen habe und stellte die Frage, ob es notwendig sei, für diese letzte Viertelstunde eine besondere Reise zu machen und für diese Viertelstunde noch vier weitere ebenso langweilige Viertelstunden zu ertragen. Das glaube er nicht.